# Fokker D.XXI
Pour les articles homonymes, voir D21.
Le Fokker D.XXI est un chasseur intercepteur néerlandais conçu en 1935 pour servir initialement au sein de la ML-KNIL (Aviation militaire de l'armée royale des Indes néerlandaises). Bien que petit et peu cher à produire, le D.XXI était un avion rustique avec des performances plutôt respectables pour cette période. Entré en fonction durant les premières années de la Seconde Guerre mondiale, il était construit à l'époque dans de petits ateliers indépendants pour le compte de l'Armée de l'air néerlandaise ou Luchtvaartafdeeling ainsi que pour l'Armée de l'air finlandaise. Quelques-uns ont été produits dans l'usine de Carmoli (en), avant que celle-ci ne soit nationalisée durant la Guerre civile espagnole.

## Design & Conception

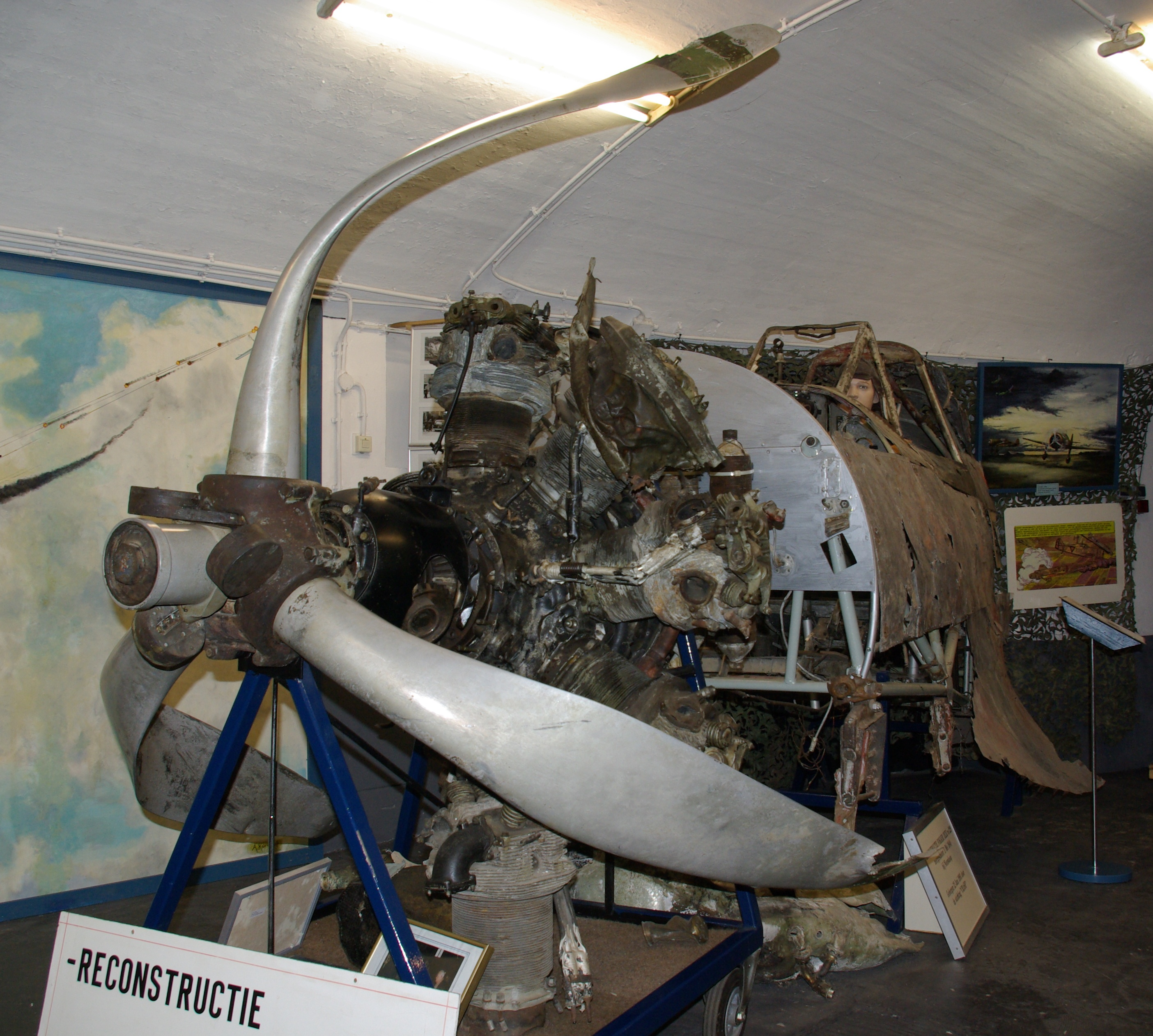
Carcasse du crashe '40-'45

Le D.XXI est un monoplan à ailes basses, en structure tubulaire acier recouverte en grande partie par du tissu de lin. Suivant la conception classique Fokker, il reçut des ailes en structure bois et un train fixe pour faciliter son utilisation dans les terrains difficiles. Doté d'une cabine fermée, il est motorisé par un moteur en étoile Bristol Mercury avec une hélice tripale. Son entrée en service, en 1938, marqua un grand bond en avant pour la Luchtvaartafdeeling, qui était alors essentiellement composée de vieux biplans à cockpit ouvert. Ce nouveau Fokker s'avéra être un avion extrêmement vigoureux capable d'atteindre une vitesse de 700 km/h en piqué.

## Service opérationnel
En 1936, quelques-uns servirent pour le compte de la République espagnole. Bien que la commande de la ML-KNIL ait été annulée au profit d'appareils américains, la Luchtvaartafdeeling passa une commande de 36 unités qui arriva juste à temps pour participer à la lutte contre l'envahisseur allemand en mai 1940. Bien que plus lent et moins armé que le Messerschmitt Bf 109, le D.XXI tira son épingle du jeu dans les combats tournoyants grâce à sa manœuvrabilité supérieure. Néanmoins, l'inégalité numérique eut raison de la plupart des D.XXI lors de la bataille des Pays-Bas. Certains ont été capturés pendant et après le 15 mai, mais leurs destins, indépendamment de leur capture, sont inconnus.
Les Finlandais construisirent, pour la Suomen ilmavoimat, 90 exemplaires sous licence munis de moteurs Pratt et Whitney plus puissants en plus de 7 D.XXI achetés aux Néerlandais, qui servirent durant la guerre d'hiver, 32 étant en service au déclenchement de l'attaque soviétique le 30 novembre 1939. Contre les avions soviétiques, le Fokker se trouva plus approprié aux conditions finlandaises, grâce à son train fixe et son moteur en étoile. Plus tard dans la guerre, à l'apparition des nouveaux chasseurs russes, le D.XXI se trouva nettement désavantagé avec son armement de 4 mitrailleuses de calibre 0.30 (ou 7,7 mm) et son moteur manquant de puissance.
Un projet pour armer le Fokker de canons de 20 mm fut abandonné et seulement un seul avion reçut un armement de 2 canons de 20 mm et 2 mitrailleuses de 7,7 mm. Un autre avion reçut un train d'atterrissage escamotable mais, en raison de défaut de fabrication, la série fut arrêtée.
Pendant la guerre de Continuation (1941-1944), l'usine finlandaise d'État de construction d'avion ou Valtion Lentokonetehdas produit 50 appareils avec le moteur de construction suédoise Pratt & Whitney R-1535 Twin Wasp Junior, dont le délai d'obtention est identique au Bristol Mercury. Ces modèles-ci sont facilement identifiables avec une verrière allongée, un capot lisse et une entrée d'air ventrale.
L'Espagne et le Danemark achetèrent aussi les droits pour le produire sous licence.

## Camouflage du D.XXI néerlandais
Pour les amateurs de maquettes, le camouflage standard en trois couleurs des avions de la LVA est le marron foncé FS 30257 (+-Humbrol 133) comme couleur de base sur tout l'appareil, avec des taches vert foncé FS 34077 (Humbrol 172) et sable clair FS 36360 (beige Humbrol 168) sur le dessus et les côtés. L'intérieur de l'habitacle est en gris clair FS 36440. Les aéronefs utilisant ce type de camouflage étaient les Fokker D.XXI, le prototype Fokker D.XXIII, les G-1, les bombardiers Fokker T.V, et les bombardiers d'attaque Douglas DB 8A-3N (voir Northrop A-17).

## Variantes
- D.XXI : Chasseur monoplace néerlandais.
- D.XXI-1 : 2 exemplaires pour le Danemark, immatriculés J-41 et J-42 à Dense[Quoi ?], équipés avec un moteur Mercury VIS de 645 ch et de 2 canons de 20 mm type Madsen sous les ailes. Leurs numéros de série Fokker sont 554 et 555. Les Danois ont construit 10 appareils similaires sous licence immatriculés J-43 à J-52.
- D.XXI-2 : 43 appareils pour la force aérienne néerlandaise (immatriculés 212 à 247) et finlandaise (immatriculés Fr-76 à Fr-82).
- D.XXI-3 : 38 D.XXI construits en Finlande sous licence équipés avec un moteur PZL/Mercury VII ou Tampala/Mercury VII de 760 ch (immatriculés FR-83 jusqu'à FR-120).
- D.XXI-4 : 50 D.XXI construits en Finlande sous licence avec un moteur Pratt & Whitney R-1535-SB4C-G Twin Wasp Junior de 1 050 ch, un armement modifié, un plus grand capot et une verrière allongée.
- D.XXI-5 : 5 exemplaires avec un moteur Bristol Pegasus X de 920 ch.
- Projet 150 : Version propulsée par un moteur en étoile Bristol Hercules. Jamais construit.
- Projet 151 : Version propulsée par un moteur à piston Rolls-Royce Merlin. Jamais construit.
- Projet 152 : Version propulsée par un moteur à piston Daimler-Benz DB.600H. Jamais construit.

## Pays utilisateurs

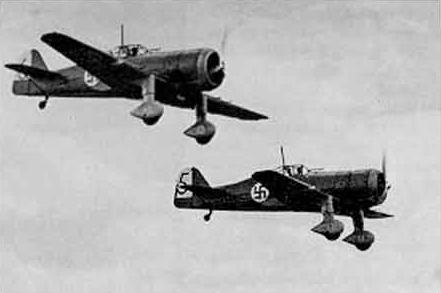
Fokker D.XXI de l'Armée de l'air finlandaise pendant la Seconde Guerre mondiale.

- Danemark : L'armée de l'air danoise reçu 7 avions et en construisit 15 sous licence.
- Finlande : L'Armée de l'air finlandaise reçu 7 avions et en construisit 90 sous licence. 7 escadrilles furent équipées :
  - No. 10 Squadron
  - No. 12 Squadron
  - No. 14 Squadron
  - No. 24 Squadron
  - No. 26 Squadron
  - No. 30 Squadron
  - No. 32 Squadron
- Reich allemand : La Luftwaffe utilisa un nombre inconnu de D.XXI néerlandais capturés.
- Pays-Bas : L'armée de l'air néerlandaise se dota de 36 appareils.
- République espagnole : Armée de l'air de la République espagnole.

## Culture populaire
Un avion d'entraînement North American T-6 Texan fut maquillé en Fokker D.XXI pour le film Le Choix du destin (Soldaat van Oranje) de Paul Verhoeven (1977).

## Survivants
Une réplique est exposée depuis 1988 au Militaire Luchtvaart Museum (Musée de l'aviation militaire) de Soesterberg. Une deuxième réplique, entièrement basée sur des dessins originaux de Fokker, est actuellement en construction, chez un fabricant Néerlandais.
Un autre Fokker D.XXI est conservé au musée de l'Aviation de la Finlande-Centre à Keski-Suomen.

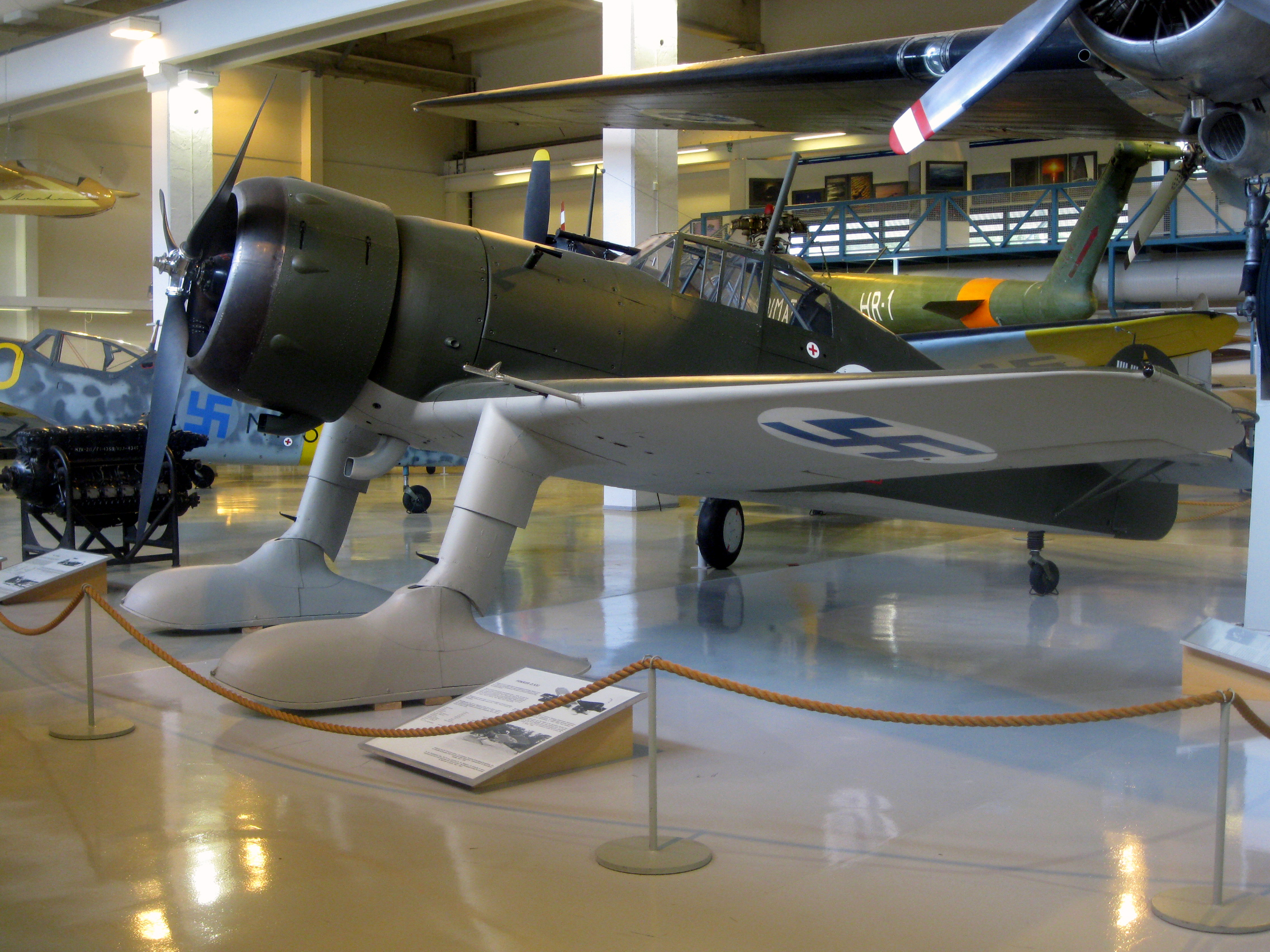
Le FR-110 au musée de l'Aviation de Keski-Suomen ilmailumuseossa, en Finlande.